# Lougheedeiland
Lougheedeiland (Engels: Lougheed Island) in de Noordelijke IJszee is een van de Koningin Elizabetheilanden in Canadese Arctische Archipel. Bestuurlijk behoort het tot het territorium Nunavut. Het eiland is onbewoond en heeft een oppervlakte van 1.305 km².
Lougheedeiland werd in 1916 ontdekt door de poolreiziger Vilhjalmur Stefansson en is genoemd naar de Canadese politicus James Lougheed.